# フェルナンド・アウカンタラ
フェルナンド・ホジェリオ・ヂ・アウカンタラ（Fernando Rogerio De Alcântara, 1966年10月13日 - ）は、ブラジル・サンパウロ出身の元プロサッカー選手、サッカー指導者。

## 経歴
SCコリンチャンス・パウリスタのユースチームで育つが、選手としては大成せず24歳で現役を引退。引退後は主に小クラブの下部組織の指導者として選手の育成を担当した。2003年にはU-13ブラジル代表を率いてオランダ遠征を行い、ジュニア大会で優勝を果たしている。その後は様々なクラブでトップチームのコーチや監督を務めた。
スペインにコーチ留学した縁から、2000年にはデル・ボスケ監督の下でクラブワールドカップを戦うレアル・マドリードのスカウティングスタッフの一人として働いた。また2006年にはヴァグネル・マンシーニ監督率いるパウリスタFCで同じくスカウティングを担当し、2011年にはヘッドコーチを務めた。
2012年、Jリーグ・ガンバ大阪のコーチに就任。シーズン終了後、ガンバを退団した。

## 所属クラブ
アマ経歴
- 1979年 - 1980年  CAジュベントス
- 1980年 - 1986年  SCコリンチャンス・パウリスタ

プロ経歴
- 1987年 - 1988年  アソシアソン・ポルトゥゲーザ・ジ・デスポルトス
- 1989年 - 1990年  ADサンカエターノ

## 指導歴
- 1994年 - 1995年  ナシオナルAC（ポルトガル語版） U-20
- 1998年  ECタウバテ U-20
- 2000年  レアル・マドリード (スカウティングスタッフ)
- 2001年  CDコスラーダ（スペイン語版） U-20
- 2002年  アソシアソン・ポルトゥゲーザ・ジ・デスポルトス U-17
- 2003年  U-13ブラジル代表
- 2003年  プルデントポリスEC（ポルトガル語版） (コーチ)
- 2004年 - 2005年  アル・ナスル
- 2006年  パウリスタFC (スカウティングスタッフ)
- 2007年  フィゲイレンセFC (コーチ)
  - 2007年  フィゲイレンセFC (監督代行)
- 2007年  ボタフォゴFR (コーチ)
- 2008年  フィゲイレンセFC (コーチ)
- 2008年  アトレチコ・パラナエンセ (コーチ)
- 2009年  ECタウバテ
- 2009年  アソシアソン・ポルトゥゲーザ・ジ・デスポルトス (コーチ)
- 2010年  オーレ・ブラジルFC（ポルトガル語版）
- 2011年  パウリスタFC (コーチ)
- 2012年  ガンバ大阪 (コーチ)
- 2014年  サルゲイロAC

※ 特筆なき限り、役職は監督